# Chasanbi Taow
Chasanbi Urusbijewicz Taow (ros. Хасанби Урусбиевич Таов, ur. 5 listopada 1977) – rosyjski judoka. Brązowy medalista olimpijski z Aten. 
Zawody w 2004 były jego jedynymi igrzyskami olimpijskimi. Po brąz sięgnął w wadze do dziewięćdziesięciu kilogramów. Na mistrzostwach Europy wywalczył dwa medale: srebro w 2003 oraz brąz w 2004. Trzykrotnie zostawał mistrzem kraju seniorów.